# Therippia triloba
Therippia triloba là một loài bọ cánh cứng trong họ Cerambycidae.